# Estevan Travanca
Estevan Travanca fue un trovador portugués del siglo XIII, autor de lírica gallego-portuguesa.

## Biografía
Pertenece al linaje de caballeros de los Travanca, mencionado en el Livro de Linhagens por el matrimonio de Maria Martins Travanca con Egas Martins de Ataide. Su familia tenía bienes en localidades como Maia y Guimaraes. Estevan Travanca tendría propiedades en Sedielos y su actividad poética se desarrolló en el tercer cuarto del siglo XIII.

## Obra
Se conservan cuatro cantigas de amigo, además de una cantiga de amor de dudosa autoría.